# Nydammen (Stora Kopparbergs socken, Dalarna)
Nydammen är en sjö i Falu kommun i Dalarna och ingår i Dalälvens huvudavrinningsområde. Sjön är 2,5 meter djup, har en yta på 0,0567 kvadratkilometer och befinner sig 212 meter över havet. Sjön avvattnas av vattendraget Norsbobäcken.

## Delavrinningsområde
Nydammen ingår i det delavrinningsområde (672294-148344) som SMHI kallar för Utloppet av Stålmyran. Medelhöjden är 255 meter över havet och ytan är 7,07 kvadratkilometer. Det finns inga avrinningsområden uppströms utan avrinningsområdet är högsta punkten. Norsbobäcken som avvattnar avrinningsområdet har biflödesordning 3, vilket innebär att vattnet flödar genom totalt 3 vattendrag innan det når havet efter 219 kilometer. Avrinningsområdet består mestadels av skog (85 procent). Avrinningsområdet har 0,23 kvadratkilometer vattenytor vilket ger det en sjöprocent på 3,3 procent.